# Râul Doceni
Râul Doceni este un afluent al râului Dorna. 

## Hărți
- Harta Munții Suhard  Arhivat în 16 decembrie 2009, la Wayback Machine.
- Harta Județul Suceava ]